# Haken
Haken (IPA: [heɪˈkən]) é uma banda de metal progressivo que mistura o heavy metal (bem como seus sub-gêneros), com música erudita e jazz. Foi formada em Londres pelo guitarrista e tecladista Richard Henshall (que também toca no To-Mera) e dois amigos de escola, Ross Jennings (vocais) e Matthew Marshall (guitarra).

## História

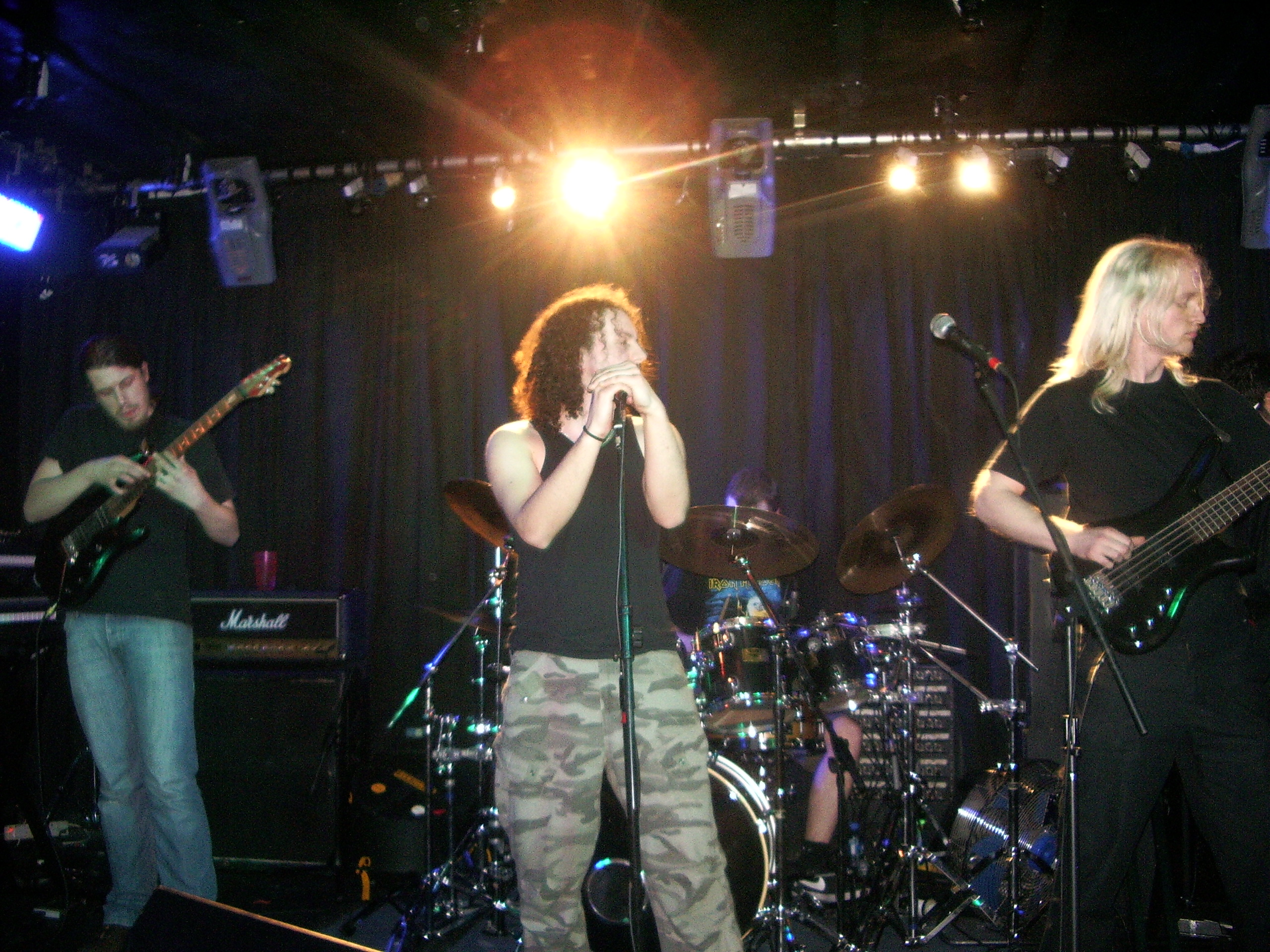
Haken ao vivo em Kingston em 2009. Da esquerda para a direita: Richard, Ross, Raymond e Thomas. Charles e Diego (hoje não mais membro) não aparecem

Após o trio se formar em 2007, outros membros foram adicionados para completar a formação: Peter Jones, que eles encontraram em um fórum online, assumiu os teclados (ao vivo, eles são tocados por ele e por Richard ao mesmo tempo, se for necessário); Raymond Hearne, amigo de Peter, ficou na bateria; e, para completar o time, no baixo, foi chamado Thomas McLean, que também toca no To-Mera, embora lá ele fique na guitarra. Richard comentou em algumas entrevistas que "Haken" foi o nome de um personagem fictício que ele e alguns amigos inventaram em seus tempos de escola, sob influência de álcool ou maconha.
No mesmo ano em que se formaram, eles gravaram um demo com duas faixas, "Snow" e "Souls". Com isso, eles começaram a tocar em pequenas casas de shows em Londres. Em 2008, gravaram mais quatro músicas: "Manifolds", "Blind", "Sleeping Thoughts Wake" e "Black Seed". Juntaram-nas com as outras duas e lançaram uma demo completa.
No fim de 2008, Peter e Matthew deixaram a banda para seguir outras carreiras. Charlie Griffiths, que tocava no Linear Sphere e Anchorhead, substituiu Matthew, e Diego Tejeida substituiu Peter, dando origem à formação que continua até hoje. Após tocarem mais ao vivo, chegando a abrir shows para o King's X, a Sensory Records os ofereceu um contrato de gravação que resultou na criação do primeiro álbum deles, Aquarius, que foi lançado em março de 2010 O segundo álbum, Visions, veio em 2011.

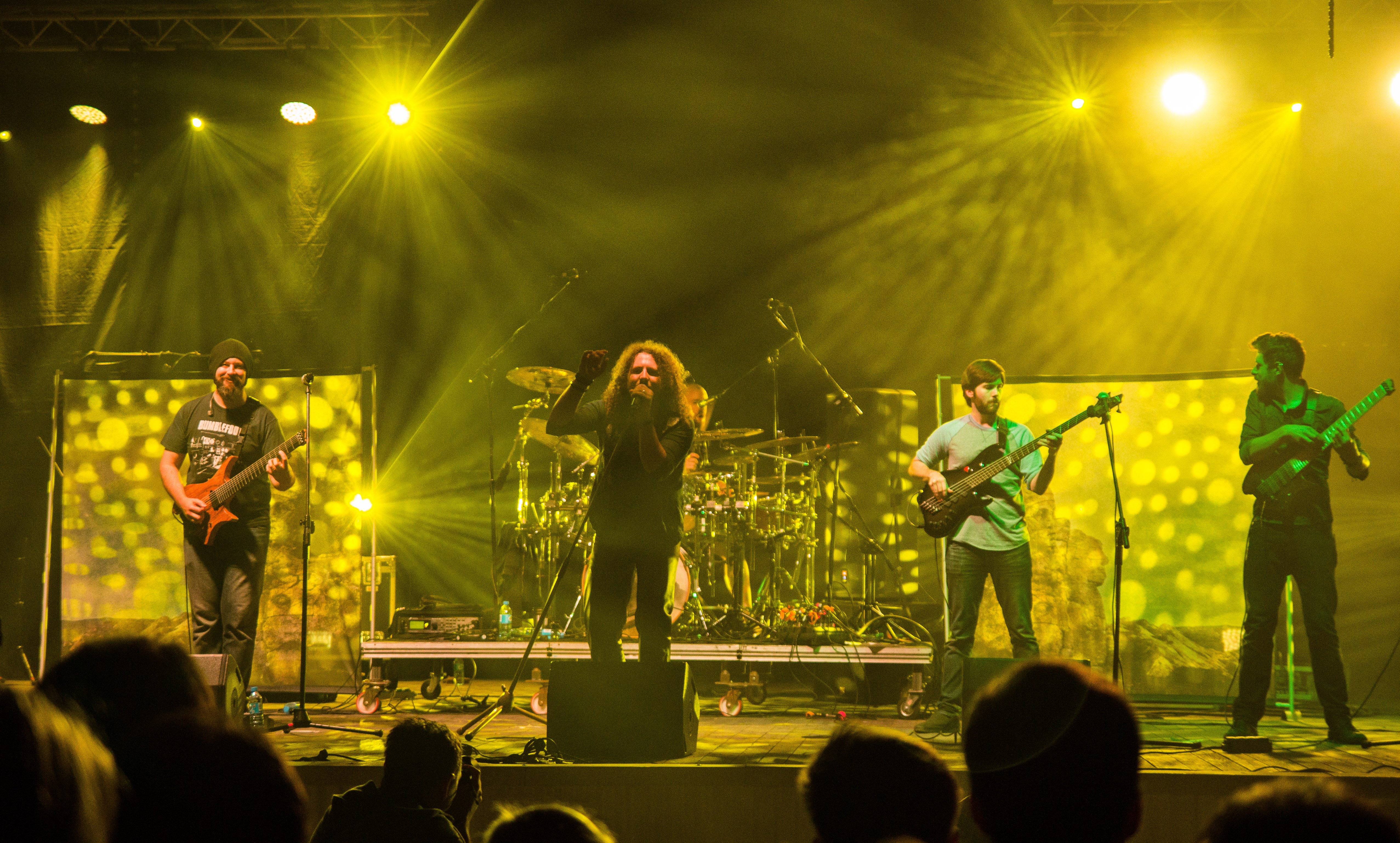
Haken ao vivo no Ino Rock Festival de 2014

Em 20 de junho de 2013, o Haken anunciou o seu terceiro álbum, The Mountain, que foi lançado em 2 de setembro pela InsideOut Music. O álbum foi mixado e masterizado por Jens Bogren. No mesmo mês de lançamento do álbum, a banda anunciou que o baixista e membro fundador Thomas MacLean deixaria a banda após o Prog Stage Festival realizado em outubro, em Israel. Após várias audições, ele foi substituído pelo estadunidense Conner Green.
Em 8 de setembro de 2014, a banda anunciou em sua página no Facebook o seu primeiro EP, Restoration, a ser lançado no dia 27 de outubro do mesmo ano. O EP conterá três faixas retrabalhadas de sua demo de 2008, Enter the 5th Dimension. Pouco antes, a banda já havia anunciado que começou a escrever músicas para seu quarto álbum.
Vector, o quinto álbum de estúdio do Haken, foi lançado em 26 de outubro de 2018 pela Inside Out Music. Foi produzido pela banda e mixado por Adam "Nolly" Getgood, ex-baixista do Periphery. O disco seguinte, Virus, continua a história de Vector e também foi mixado por Nolly.
Em 22 de novembro de 2021, a banda anunciou a saída do tecladista Diego Tejeida, devido a ambas as partes terem "visões musicais muito diferentes".
Em 31 de dezembro de 2021, ao anunciar que começou a preparar seu segundo disco solo, o vocalista Ross Jennings também comunicou que a banda havia iniciado a criação de seu sétimo álbum. Em janeiro de 2022, foi anunciada a volta do tecladista e membro fundador Peter Jones.

## Integrantes

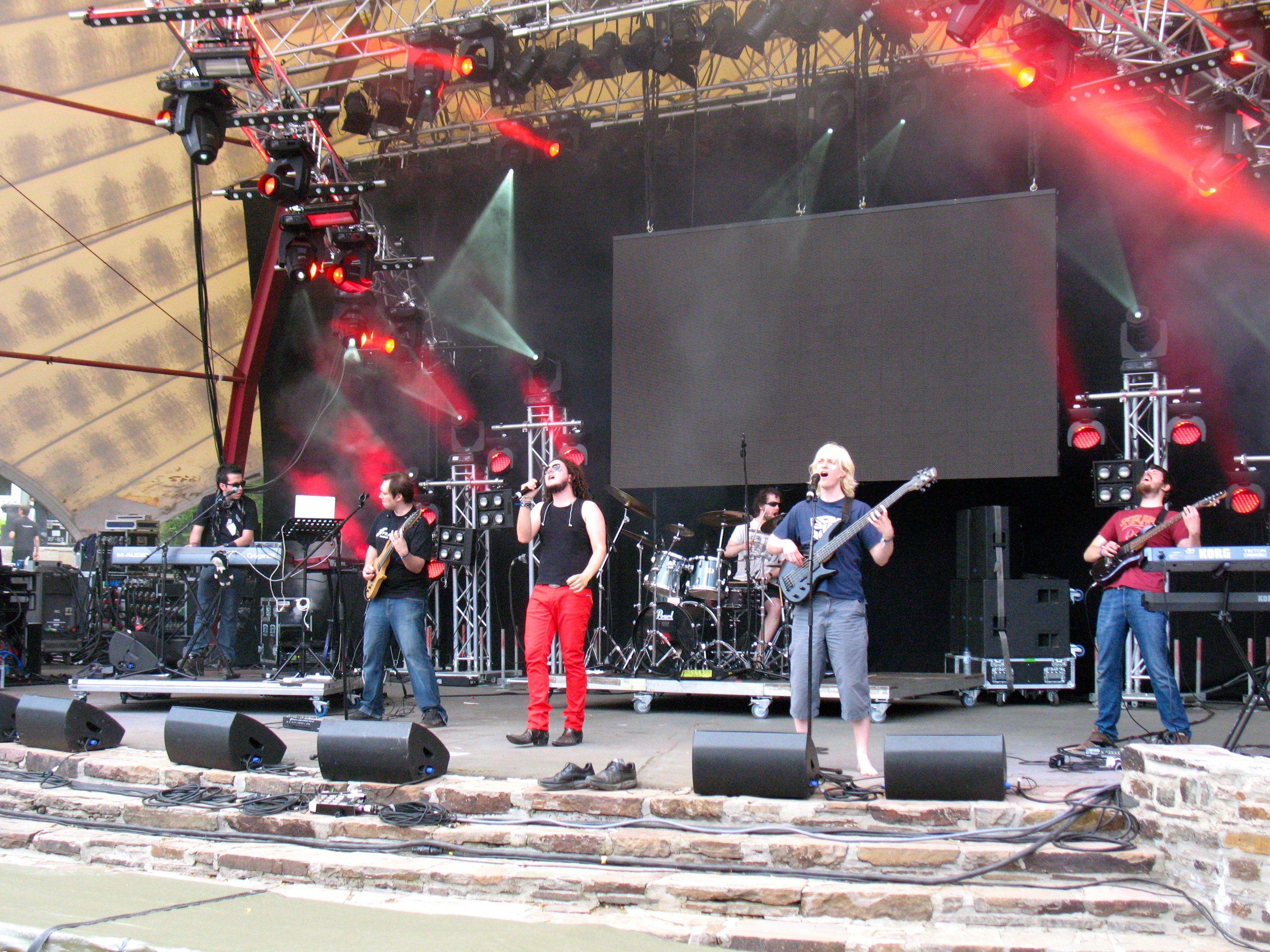
Haken ao vivo no Lorelei de 2011 com a primeira formação estável deles. Da esquerda para a direita: Diego (não mais na banda), Charles, Ross, Raymond, Thomas e Richard

### Membros atuais
- Ross Jennings - vocais (2007-atualmente)
- Richard Henshall - guitarra e teclados (2007-atualmente)
- Charles Griffiths - guitarra (2008-atualmente)
- Conner Green - baixo (2014-atualmente)
- Peter Jones - teclados (2007-2008; 2022-atualmente)
- Raymond Hearne - bateria (2007-atualmente)

### Membros antigos
- Diego Tejeida - teclados (2008-2021)
- Thomas MacLean - baixo (2007-2013)
- Matthew Marshall - guitarra (2007-2008)

### Linha do tempo
|  |

## Discografia
Álbuns de estúdio
- Aquarius (2010)
- Visions (2011)
- The Mountain (2013)
- Affinity (2016)
- Vector (2018)
- Virus (2020)
- Fauna (2023)

EP
- Restoration (2014)

Álbuns ao vivo
- L-1VE (2018)
- L+1VE (2018)

Demo
- Demo (2007)
- Enter the 5th Dimension[17] (2008)